# Nicolò Melli
Nicolò Melli (ur. 26 stycznia 1991 w Reggio nell’Emilia) – włoski koszykarz, występujący na pozycjach silnego skrzydłowego lub środkowego, reprezentant kraju, obecnie zawodnik Olimpii Mediolan.
25 marca 2021 trafił w wyniku wymiany do Dallas Mavericks. 9 lipca 2021 został po raz kolejny w karierze zawodnikiem włoskiej Olimpii Mediolan.

## Osiągnięcia
Stan na 14 września 2023, na podstawie, o ile nie zaznaczono inaczej.
NBA
- Uczestnik Rising Stars Challenge (2020 – zastąpił kontuzjowanego Deandre Aytona)[6][7]

Drużynowe
- Mistrz:
  - Turcji (2018)
  - Włoch (2014)
  - Niemiec (2016, 2017)
- Wicemistrz:
  - Euroligi (2018)
  - Turcji (2019)
  - Włoch (2012)
- 4. miejsce:
  - w Eurolidze (2019)
  - podczas mistrzostw Włoch (2013)
- Zdobywca:
  - pucharu:
    - Turcji (2019)
    - Niemiec (2017)

  - superpucharu:
    - Niemiec (2015)
    - Turcji (2017)
- Finalista:
  - pucharu Włoch (2015)
  - superpucharu Turcji (2018)

Indywidualne
- Zaliczony do:
  - I składu niemieckiej ligi BBL (2016, 2017)
  - II składu Euroligi (2017)
- MVP:
  - miesiąca Euroligi (listopad 2015, grudzień 2016)
  - kolejki Euroligi (5 – 2015/2016, 11 – 2016/2017)
- Uczestnik meczu gwiazd ligi włoskiej (2011–2013)
- Lider strzelców finałów Euroligi (2018)

Reprezentacja
- Wicemistrz Europy U–20 (2011)
- Uczestnik:
  - mistrzostw:
    - świata (2023 – 8. miejsce)[8]
    - Europy:
      - 2013 – 8. miejsce, 2015 – 6. miejsce, 2017 – 7. miejsce
      - U–18 (2008 – 11. miejsce)
      - U–16 (2007 – 5. miejsce)
- Zaliczony do I składu Eurobasketu U–16 (2007)